# Aloe andongensis
Aloe andongensis é uma espécie de liliopsida do gênero Aloe, pertencente à família Asphodelaceae.